# Anormogomphus heteropterus
Anormogomphus heteropterus е вид водно конче от семейство Gomphidae. Видът е незастрашен от изчезване.

## Разпространение
Разпространен е в Индия (Аруначал Прадеш, Бихар, Западна Бенгалия, Махаращра, Утар Прадеш, Утаракханд и Химачал Прадеш) и Пакистан.